# Fernando Sánchez-Lafuente Caudevilla
Fernando Sánchez-Lafuente Caudevilla (Màlaga, 7 de desembre de 1948) és un militar andalús, cap de la Caserna General Terrestre d'Alta Disponibilitat (CGTAD), càrrec que ocupa el buit deixat pel Capità general de València.
Ingressà a l'Acadèmia General Militar en 1966. Va estar destinat a diversos Cossos de Muntanya, a l'Acadèmia General Militar, a l'Escola Superior de l'Exèrcit i a l'Agrupació "Aragón" a Istok (Kosovo). Ha estat cap de la Brigada de Caçadors de Muntanya Aragó I, comandant Militar d'Osca, i ha participat en les missions UNAVEM I (1989) i UNPROFOR (1993) de l'ONU, i en les missions de l'OTAN a Bòsnia i Hercegovina (1995-1996), Albània (1999) i Kosovo (2000-2001). En 2001 fou ascendit a general de brigada i en 2004 a general de divisió i nomenat comandant d'EUROFOR (2004-2006). En gener de 2007 fou nomenat cap de la Quarta Subinspección General de l'Exèrcit i Comandant Militar de Valladolid i Palència. El juliol de 2007 fou ascendit a tinent general i l'agost del mateix any nomenat cap de la Caserna General Terrestre d'Alta Disponibilitat (CGTAD) El 9 de juny deixà el càrrec i passà a la reserva.